# بنجامين إف. راندولف
بنجامين إف. راندولف هو سياسي أمريكي، ولد في 1820 في كنتاكي في الولايات المتحدة، وتوفي في 16 أكتوبر 1868 في هودغيس في الولايات المتحدة. نشط حزبياً في الحزب الجمهوري. وقد انتخب عضو مجلس ولاية كارولاينا الجنوبية ‏.